# Санисајд-Тахо Сити (Калифорнија)
Санисајд-Тахо Сити (енгл. Sunnyside-Tahoe City) насељено је место без административног статуса у америчкој савезној држави Калифорнија.

## Демографија
По попису из 2010. године број становника је 1.557, што је 204 (-11,6%) становника мање него 2000. године.
| Група             | 2000.         | 2010.         |
| Белци             | 1.626 (92,3%) | 1.431 (91,9%) |
| Афроамериканци    | 5 (0,3%)      | 3 (0,2%)      |
| Азијати           | 23 (1,3%)     | 15 (1,0%)     |
| Хиспаноамериканци | 64 (3,6%)     | 84 (5,4%)     |
| Укупно            | 1.761         | 1.557         |